# Пискарёв, Александр Михайлович
Алекса́ндр Миха́йлович Пискарёв (18 ноября 1949, Иваново, РСФСР, СССР) — советский футболист, нападающий; советский и российский футбольный тренер. Мастер спорта СССР. Заслуженный тренер РСФСР (1987).

## Карьера
Сводным братом Пискарёва является футболист ивановского «Текстильщик» и ленинградского «Динамо» Мастер спорта СССР Борис Карасёв. Именно он привел Александра в футбольную секцию.

### Клубная
Играл в чемпионатах СССР за ивановский «Текстильщик» с 1968 по 1970, московский «Спартак» с 1971 по 1975, ростовский СКА с 1976 по 1977.
Серебряный призёр чемпионата СССР 1974 года. Обладатель Кубка СССР 1971 года. Серебряный призёр молодёжного чемпионата Европы 1972 года.

### Тренерская
Возглавлял московскую «Красную Пресню» (1980—1983), юношеские, юниорские и молодёжные сборные СССР, СНГ и России (1984—1997). Под его руководством юношеская (до 17) сборная СССР заняла второе место на чемпионате Европы (1987) и первое на чемпионате мира (1987).
В 1998 принял приглашение литовской команды «Кареда» (Шяуляй). За 2 года команда при нём стала победителем (1998) и серебряным призёром (1999) чемпионата Литвы, обладателем Кубка Литвы (1999).
В 2000 вернулся в Россию, возглавлял подмосковные «Химки». В декабре 2000 — июле 2001 — главный тренер минского «Динамо». При нём «Динамо» дошло до третьего раунда Кубка Интертото.
В 2002 работал с российским «Мострансгазом». В 2003 входил в тренерский штаб махачкалинского «Анжи». С начала 2004 возглавлял казахстанский «Восток» Усть-Каменогорск, далее тренировал «МТЗ-РИПО» из Минска.
В 2005 принял приглашение литовской команды «Каунаса», став главным тренером. После встречи в еврокубке с английским «Ливерпулем», команда дома проиграла 1:3, не найдя возможности пойти на компромисс с собственником «Каунаса» Пискарев покинул команду.
С декабря 2005 по февраль 2010 года — тренер СДЮШОР «Спартак» (Москва).
В 2012 году был руководителем программы развития молодёжного футбола ФК «Сибирь» (Новосибирск).

## Семья
Дочь — Юлия Пискарёва (род. 1976), сын — Андрей Пискарёв (род. 1981) также был футболистом и выступал на позиции полузащитника за ряд команд, с которыми работал отец.